# FC Hermagor
Der Fussballclub Hermagor, kurz FC Hermagor, ist ein Fußballverein aus der Kärntner Bezirkshauptstadt Hermagor-Pressegger See. Der Verein gehört dem Kärntner Fußballverband (KFV) an und spielt seit der Saison 2019/20 in der Unterliga West, der fünfthöchsten Spielklasse. Seine größten Erfolge feierte der Verein in den 1980er-Jahren als Fußballsektion des SC Hermagor.

## Geschichte
Der FC Hermagor wurde 1946 als Fußballsektion des SC Hermagor gegründet. 1980 gelang Hermagor erstmals der Aufstieg in die Kärntner Liga, die höchste Spielklasse des Bundeslandes. In der Saison 1982/83 nahm der Verein zudem erstmals am ÖFB-Cup teil. In der ersten Runde traf man auf den Bundesligisten SK Sturm Graz, dem man jedoch mit 3:1 unterlag. Nach neun Spielzeiten in der Landesliga folgte 1989 der Abstieg in die Unterliga. In der Unterliga hielt man sich 15 Jahre lang, ehe 2004 gar der Abstieg in die sechstklassige 1. Klasse folgte.
In der Saison 2008/09 wurde Hermagor mit einem Vorsprung von zwei Punkten auf den SV Dellach/Gail Meister der Gruppe A in der 1. Klasse und stieg somit nach fünf Jahren wieder in die Unterliga auf. In der Unterliga wurde man in der Saison 2009/10 Neunter. In der Saison 2010/11 wurde der Verein drei Zähler vor Verfolger Union Lind Meister der Gruppe West und konnte somit nach 22 Jahren wieder in die höchste Spielklasse des Bundeslandes aufsteigen. Die Landesliga war für Hermagor allerdings zu groß, als Vorletzter fehlte dem Verein zehn Punkte auf das rettende Ufer und so stieg man nach nur einer Spielzeit wieder in die Unterliga ab. Bereits im Oktober 2011 gliederte sich die Fußballsektion aus dem SC Hermagor aus und trat künftig als FC Hermagor auf.
In der 2012/13 ging Hermagor eine Spielgemeinschaft mit dem SK Kirchbach aus dem gleichnamigen Nachbarort ein, der zu wenig Spieler für einen eigenständigen Spielbetrieb hatte. In jener Spielzeit wurde die SG Siebter. Zur Saison 2013/14 löste sich Kirchbach schließlich wieder vom FC Hermagor. Dieser wurde 2013/14 Neunter. Die Saison 2014/15 beendete man allerdings als Vorletzter, wodurch man nach sechs Jahren wieder in die 1. Klasse abstieg. In der sechsten Liga hatte man 2015/16 mit dem Wiederaufstieg nichts zu tun und wurde Sechster, wie auch 2016/17. In der Saison 2017/18 belegte man Rang fünf. In der Spielzeit 2018/19 wurde Hermagor mit einem Vier-Punkte-Vorsprung auf den SV FC Dölsach Meister der Gruppe A und stieg somit nach vier Spielzeiten wieder in die Unterliga auf.
In der Unterliga belegte man in der Saison 2019/20 in der Winterpause den zwölften Platz, ehe die Saison aufgrund der COVID-19-Pandemie abgebrochen wurde.
Nach 17 Jahren ist Vereinspräsident Armin Assinger von seinem Posten als Präsident zurückgetreten.

## Bekannte ehemalige Spieler und Trainer
- Sebastjan Cimirotič
- Denis Sme
- Igor Lazic
- Jasmin Džeko